# ITF Nantes
Das ITF Nantes (offiziell: Engie Open Nantes Atlantique) ist ein Tennisturnier des ITF Women’s Circuit, das in Nantes, Frankreich ausgetragen wird.

## Siegerliste

### Einzel
| Jahr                                     | Siegerin                | Finalgegnerin     | Ergebnis          |
| ---------------------------------------- | ----------------------- | ----------------- | ----------------- |
| ↓ Kategorie: $10.000 ↓                   |                         |                   |                   |
| 2003                                     | Eden Marama             | Pascale Leroy     | 4:6, 6:0, 6:1     |
| ↓ Kategorie: $25.000 ↓                   |                         |                   |                   |
| 2004                                     | Leslie Butkiewicz       | Rita Kuti Kis     | 6:2, 6:1          |
| 2005                                     | Kristina Barrois        | Alberta Brianti   | 6:4, 6:2          |
| 2006                                     | Iryna Kurjanowitsch     | Caroline Maes     | 1:6, 7:5, 6:1     |
| 2007                                     | Anna Korzeniak          | Virginie Pichet   | 6:4, 6:0          |
| ↓ Kategorie: $50.000+H ↓                 |                         |                   |                   |
| 2008                                     | Wesna Manassijewa       | Stefanie Vögele   | 6:3, 6:2          |
| 2009                                     | Arantxa Rus             | Renata Voráčová   | 6:3, 6:2          |
| 2010                                     | Lucie Hradecká          | Walerija Sawinych | 6:3, 6:1          |
| 2011                                     | Alison Riske            | Iryna Brémond     | 6:1, 6:4          |
| 2012                                     | Monica Niculescu        | Julija Putinzewa  | 6:2, 6:3          |
| 2013                                     | Aljaksandra Sasnowitsch | Magda Linette     | 4:6, 6:4, 6:2     |
| 2014                                     | Kateřina Siniaková      | Ons Jabeur        | 7:5, 6:2          |
| ↓ Kategorie: $50.000 ↓                   |                         |                   |                   |
| 2015                                     | Mathilde Johansson      | Andreea Mitu      | 6:3, 6:4          |
| 2016 wurde kein ITF-Turnier ausgetragen! |                         |                   |                   |
| ↓ Kategorie: $25.000 ↓                   |                         |                   |                   |
| 2017                                     | Kaia Kanepi             | Richèl Hogenkamp  | 6:3, 6:4          |
| 2018                                     | Timea Bacsinszky        | Amandine Hesse    | 6:4, 3:6, 6:1     |
| ↓ Kategorie: $60.000 ↓                   |                         |                   |                   |
| 2019                                     | Cristina Bucșa          | Tamara Korpatsch  | 6:2, 6:711, 7:66  |
| 2021                                     | Anhelina Kalinina       | Océane Dodin      | 7:64, 1:0 Aufgabe |
| 2022                                     | Kamilla Rachimowa       | Wang Xinyu        | 6:4, 6:4          |
| 2023                                     | Océane Dodin            | Gabriela Knutson  | 62:7, 6:3, 6:2    |

### Doppel
| Jahr                                     | Siegerinnen                                | Finalgegnerinnen                       | Ergebnis         |
| ---------------------------------------- | ------------------------------------------ | -------------------------------------- | ---------------- |
| ↓ Kategorie: $10.000 ↓                   |                                            |                                        |                  |
| 2003                                     | Eden Marama Paula Marama                   | Iryna Kurjanowitsch Yevgenia Savransky | 6:4, 6:2         |
| ↓ Kategorie: $25.000 ↓                   |                                            |                                        |                  |
| 2004                                     | Iryna Kurjanowitsch Tazzjana Uwarawa       | Gréta Arn Rita Kuti Kis                | 6:4, 4:6, 7:65   |
| 2005                                     | Mailyne Andrieux Renata Voráčová           | Marie-Ève Pelletier Aurélie Védy       | 63:7, 7:5, 6:2   |
| 2006                                     | Rebecca Llewellyn Melanie South            | Sabine Lisicki Irena Pavlovic          | 6:2, 6:0         |
| 2007                                     | Sofia Arvidsson Johanna Larsson            | Caroline Maes Melanie South            | 4:6, 7:5, [10:7] |
| ↓ Kategorie: $50.000+H ↓                 |                                            |                                        |                  |
| 2008                                     | Kazjaryna Dsehalewitsch Juliana Fedak      | Darija Jurak Maša Zec Peškirič         | 6:3, 6:4         |
| 2009                                     | Lucie Hradecká Michaela Paštiková          | Vladimíra Uhlířová Renata Voráčová     | 6:4, 6:4         |
| 2010                                     | Anne Keothavong Anna Smith                 | Mervana Jugić-Salkić Darija Jurak      | 5:7, 6:1, [10:6] |
| 2011                                     | Stéphanie Foretz-Gacon Kristina Mladenovic | Julie Coin Eva Hrdinová                | 6:0, 6:4         |
| 2012                                     | Catalina Castaño Mervana Jugić-Salkić      | Petra Cetkovská Renata Voráčová        | 6:4, 6:4         |
| 2013                                     | Lucie Hradecká Michaëlla Krajicek          | Stéphanie Foretz-Gacon Eva Hrdinová    | 6:3, 6:2         |
| 2014                                     | Ljudmyla Kitschenok Nadija Kitschenok      | Stéphanie Foretz Amandine Hesse        | 6:2, 6:3         |
| ↓ Kategorie: $50.000 ↓                   |                                            |                                        |                  |
| 2015                                     | Lenka Kunčíková Karolína Stuchlá           | Kateřina Siniaková Renata Voráčová     | 6:4, 6:2         |
| 2016 wurde kein ITF-Turnier ausgetragen! |                                            |                                        |                  |
| ↓ Kategorie: $25.000 ↓                   |                                            |                                        |                  |
| 2017                                     | Manon Arcangioli Shérazad Reix             | Lesley Kerkhove Michaëlla Krajicek     | 6:2, 6:3         |
| 2018                                     | Estelle Cascino Elixane Lechemia           | Oqgul Omonmurodova Alina Silitsch      | 7:5, 6:4         |
| ↓ Kategorie: $60.000 ↓                   |                                            |                                        |                  |
| 2019                                     | Oqgul Omonmurodova Ekaterine Gorgodse      | Vivian Heisen Jana Sisikowa            | 7:62, 6:3        |
| 2021                                     | Samantha Murray Sharan Jessika Ponchet     | Alicia Barnett Olivia Nicholls         | 6:4, 6:2         |
| 2022                                     | Magali Kempen Wu Fang-hsien                | Veronika Erjavec Emily Webley-Smith    | 6:2, 6:4         |
| 2023                                     | Ali Collins Yuriko Miyazaki                | Emily Appleton Isabelle Haverlag       | 7:64, 6:2        |

## Quelle
- ITF Homepage